# Халид, Идхам
Идхам Халид (индон. Idham Chalid; род. 6 ноября 1955 года, Палембанг) — индонезийский политический деятель. Председатель Народного консультативного конгресса и Совета народных представителей Индонезии (1972—1977), министр-координатор по вопросам народного благосостояния Индонезии (1966—1973). Председатель Верховного консультативного совета Индонезии (1978—1983). Национальный герой Индонезии (2011).

## Биография

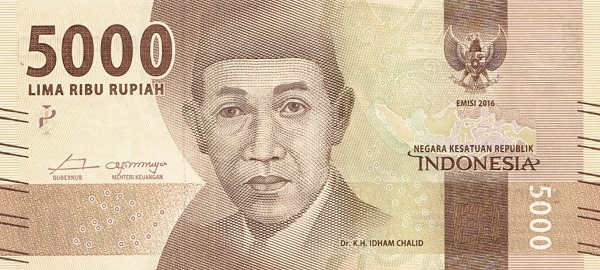
Идхам Халид на банкноте в 5000 рупий (серия 2016 года)

Родился 6 ноября 1955 года в Палембанге.
В юности вступил в ряды мусульманской организации Нахдатул Улама (НУ); после того, как НУ присоединилась к партии Машуми, стал членом этой партии. В 1949-1950 годах был депутатом Совета народных представителей (СНП) Республики Соединённые Штаты Индонезии. В 1950 году возглавил региональное отделение Машуми на Южном Калимантане. В 1952 году избран главой Института «Маариф» — структуры НУ, отвечающей за образование. В 1956 году был избран председателем НУ и занимал этот пост около 30 лет — дольше, чем кто бы то ни было.
С 1950-х годов — на государственной службе. В 1956—1959 годах — заместитель премьер-министра во втором кабинете Али Састроамиджойо. В 1966—1968 годах — член президиума первого и второго кабинета Ампера. В 1972-1977 годах — председатель Народного консультативного конгресса и СНП. В 1978-1983 годах — председатель Верховного консультативного совета Индонезии.

## Память
Изображён на вышедшей в 2016 году банкноте в 5000 индонезийских рупий.

## Награды
- Орден «Звезда Республики Индонезии» 2-й степени (1973)[1];
- Национальный герой Индонезии (звание присвоено указом президента Индонезии № 113/TK/Tahun от 7 ноября 2011 года).